# Gitanas Nausėda
Gitanas Nausėda   (Klaipėda, 19 de maig de 1964) és un economista i polític lituà. Des del 12 de juliol de 2019 exerceix com a president de Lituània.

## Biografia
Va néixer el 19 de maig de 1964 a Klaipėda, RSS de Lituània (en aquella època, part de la Unió Soviètica). El 1982 va començar a estudiar Economia Industrial a la Universitat de Vílnius, i després de llicenciar-se el 1987 va estar impartint classes a la Facultat d'Economia durant dos anys. Va completar la seva formació amb un doctorat per la Universitat de Mannheim gràcies a una beca del Servei Alemany d'Intercanvi Acadèmic; la seva tesi doctoral estava centrada en «política de rendes sota inflació i estagflació».
Va començar a treballar el 1992 a l'Institut d'Economia i Privatització de Vílnius, creat per supervisar la transició de la  Lituània independent cap a una economia de mercat. D'aquí va passar el 1993 a l'Autoritat de Competència Lituana com a cap de departament de mercats financers. Entre 1994 i 2000 va formar part del Banc de Lituània, primer com a supervisor de banca comercial i després com a director del departament de política monetària.
El 2000 va fer el salt a la banca privada a l'ésser contractat per Vilniaus Bankas (més tard SEB Bankas), en el qual va romandre durant 18 anys com a analista financer i economista en cap. A més, el 2009 ho va compaginar amb la docència a l'Escola de Negocis de la Universitat de Vílnius. Arran del seu càrrec com a analista financer, Nausėda s'havia convertit en un rostre conegut entre la societat civil lituana.
Està casat amb l'enginyera Diana Nausėdienė i té dues filles. A més de lituà sap anglès, alemany i rus.

## Presidència de Lituània
Nausėda és el president de Lituània des del 12 de juliol de 2019. Després que la presidenta lituana Dalia Grybauskaitė completés el seu mandat, l'economista va anunciar al setembre de 2018 que es presentava a les eleccions presidencials de 2019 com candidat independent. Fins llavors, la seva única experiència política havia estat un suport públic al president Valdas Adamkus en la seva reelecció de 2004. Els seus principals rivals eren la economista Ingrida Šimonytė, ministra de Finances durant la crisi econòmica del 2008 i amb el suport de la conservadora Unió Patriòtica - Democristians Lituans; i el primer ministre Saulius Skvernelis, recolzat per la Unió Lituana d'Agricultors i Verds. A la primera volta, Nausėda va quedar en segona posició amb el 30,95% dels vots per darrere de Ingrida Šimonytė. No obstant això, per a la segona volta va aconseguir recaptar el suport de tots els partits que havien quedat fora de la segona volta, per la qual cosa va obtenir la victòria amb el 66,72% dels sufragis.
Va aconseguir ser reelegit a la presidència a les eleccions presidencials de Lituània de 2024 davant Ingrida Šimonytė.